# Fontenoy (Aisne)
Pour les articles homonymes, voir Fontenoy.
Fontenoy est une commune française située dans le département de l'Aisne, en région Hauts-de-France.

## Géographie
Fontenoy se situe sur la rive droite de l'Aisne, à 10 km à l'ouest de Soissons.

### Hydrographie
La commune est située dans le bassin Seine-Normandie. Elle est drainée par l'Aisne, le ru de Retz, le ru de Fouquerolles, la Dérivation de Fontenoy, le ru de Vaux et un autre petit cours d'eau,.
L'Aisne est un  cours d'eau naturel navigable de 256 km de longueur, traversant les cinq départements Meuse, Marne, Ardennes, Aisne, Oise. Elle est un affluent de rive gauche de l'Oise, ce qui fait d'elle un sous-affluent de la Seine.
Le Ru de Retz, d'une longueur de 15 km, prend sa source dans la commune de Puiseux-en-Retz et se jette  dans l'Aisne sur la commune, après avoir traversé dix communes. Les caractéristiques hydrologiques du ru de Retz sont données par la station hydrologique située sur la commune d'Ambleny. Le débit moyen mensuel est de 0,449 m3/s. Le débit moyen journalier maximum est de 3,31 m3/s, atteint lors de la crue du 23 août 2011. Le débit instantané maximal est quant à lui de 3,73 m3/s, atteint le même jour.

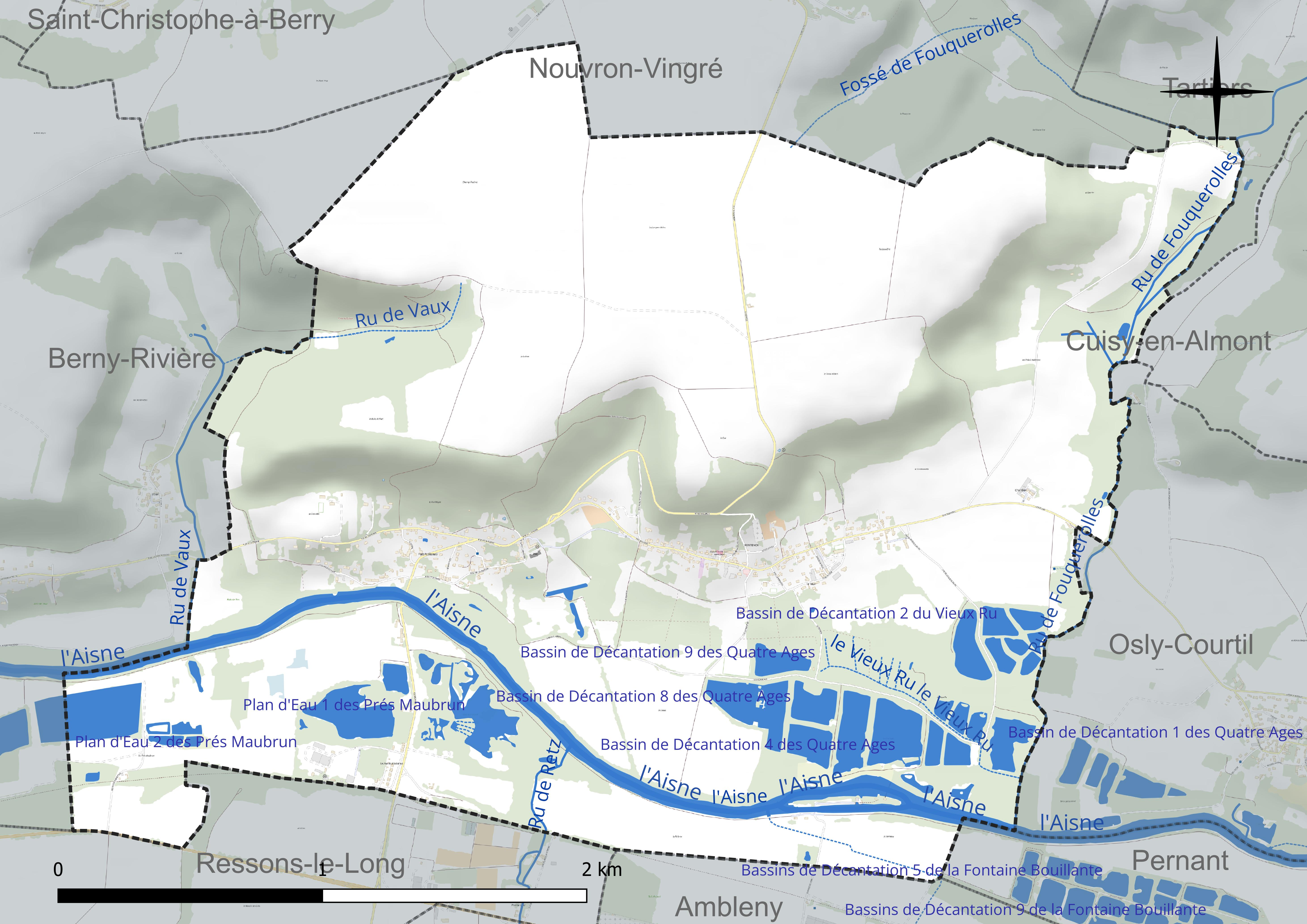
Réseau hydrographique de Fontenoy.

Divers plans d'eau complètent le réseau hydrographique : la sablière 1 de la Croix Jean Guérin, d'une superficie totale de 7 ha (5,2 ha sur la commune), le bassin de décantation 1 des Quatre Ages (2,1 ha), le bassin de décantation 1 du Vieux Ru (1,1 ha), le bassin de décantation 2 des Quatre Ages (1,5 ha), le bassin de décantation 2 du Vieux Ru (1,9 ha), le bassin de décantation 3 des Quatre Ages (1,8 ha), le bassin de décantation 3 du Vieux Ru (2,3 ha), le bassin de décantation 4 des Quatre Ages (4 ha), le bassin de décantation 5 des Quatre Ages (3 ha), le bassin de décantation 6 des Quatre Ages (2 ha), le bassin de décantation 7 des Quatre Ages (2 ha), le bassin de décantation 8 des Quatre Ages (4,4 ha), le bassin de décantation 9 des Quatre Ages (1,7 ha), le plan d'eau 1 des Prés Maubrun (4,2 ha) et le plan d'eau 2 des Prés Maubrun (1 ha),.

### Climat
Pour des articles plus généraux, voir Climat des Hauts-de-France et Climat de l'Aisne.
En 2010, le climat de la commune est de type climat océanique dégradé des plaines du Centre et du Nord, selon une étude du CNRS s'appuyant sur une série de données couvrant la période 1971-2000. En 2020, Météo-France publie une typologie des climats de la France métropolitaine dans laquelle la commune est exposée à un climat océanique altéré et est dans la région climatique Nord-est du bassin Parisien, caractérisée par un ensoleillement médiocre, une pluviométrie moyenne régulièrement répartie au cours de l'année et un hiver froid (3 °C).
Pour la période 1971-2000, la température annuelle moyenne est de 10,7 °C, avec une amplitude thermique annuelle de 15,1 °C. Le cumul annuel moyen de précipitations est de 710 mm, avec 11,9 jours de précipitations en janvier et 8,7 jours en juillet. Pour la période 1991-2020, la température moyenne annuelle observée sur la station météorologique la plus proche, située sur la commune de Chauny à 23 km à vol d'oiseau, est de 11,1 °C et le cumul annuel moyen de précipitations est de 709,9 mm,. Pour l'avenir, les paramètres climatiques de la commune estimés pour 2050 selon différents scénarios d'émission de gaz à effet de serre sont consultables sur un site dédié publié par Météo-France en novembre 2022.

## Urbanisme

### Typologie
Au 1er janvier 2024, Fontenoy est catégorisée commune rurale à habitat dispersé, selon la nouvelle grille communale de densité à 7 niveaux définie par l'Insee en 2022.
Elle est située hors unité urbaine. Par ailleurs la commune fait partie de l'aire d'attraction de Soissons, dont elle est une commune de la couronne,. Cette aire, qui regroupe 92 communes, est catégorisée dans les aires de 50 000 à moins de 200 000 habitants,.

### Occupation des sols
L'occupation des sols de la commune, telle qu'elle ressort de la base de données européenne d'occupation biophysique des sols Corine Land Cover (CLC), est marquée par l'importance des territoires agricoles (62,6 % en 2018), une proportion sensiblement équivalente à celle de 1990 (63,2 %). La répartition détaillée en 2018 est la suivante : 
terres arables (54,7 %), forêts (19,4 %), eaux continentales (8,7 %), prairies (7,8 %), zones urbanisées (6,8 %), zones industrielles ou commerciales et réseaux de communication (2,6 %).
L'évolution de l'occupation des sols de la commune et de ses infrastructures peut être observée sur les différentes représentations cartographiques du territoire : la carte de Cassini (XVIIIe siècle), la carte d'état-major (1820-1866) et les cartes ou photos aériennes de l'IGN pour la période actuelle (1950 à aujourd'hui).

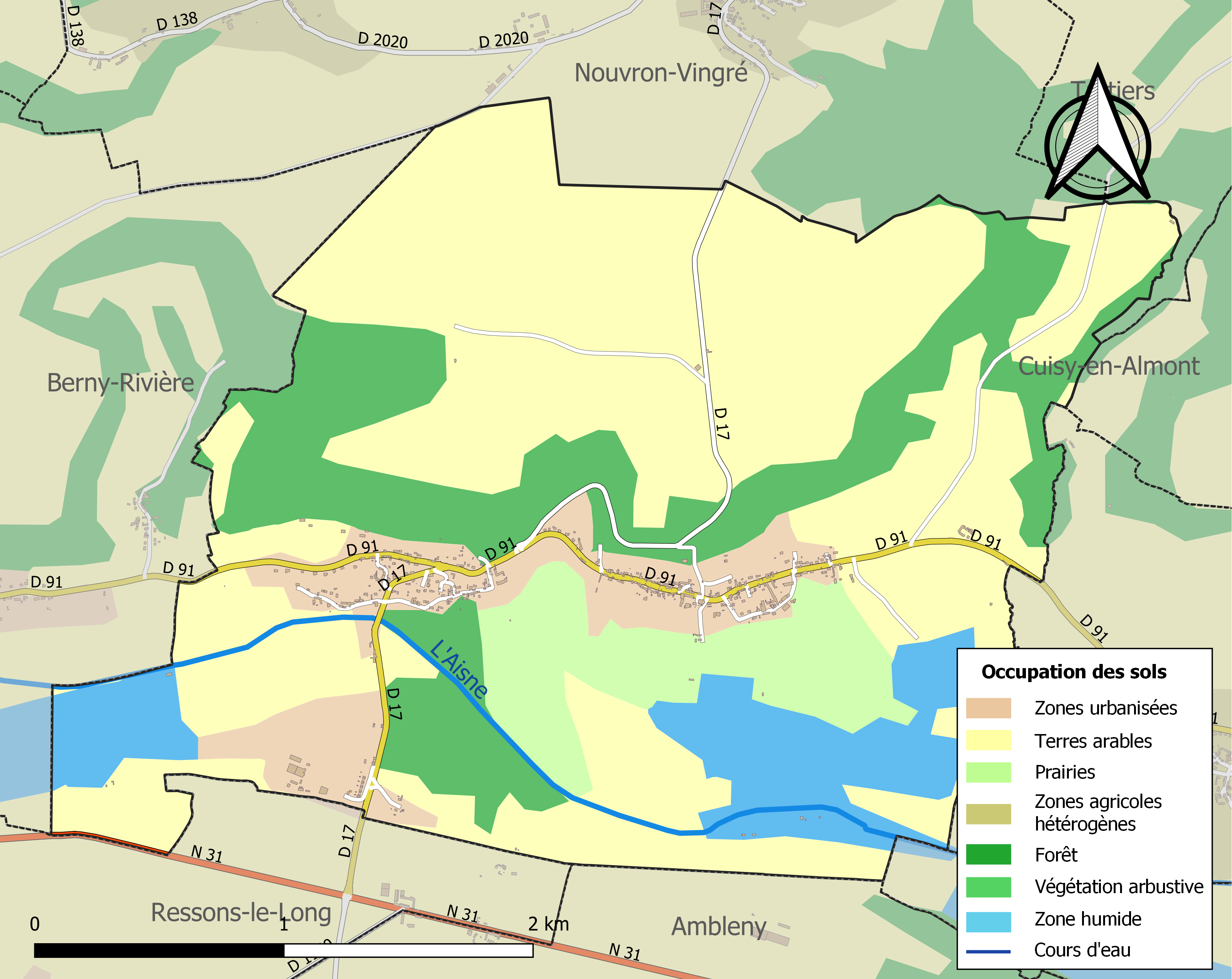
Carte de l'occupation des sols de la commune en 2018 (CLC).

### Voies de communication et transports
La commune est desservie, en 2023, par la ligne 652 du réseau interurbain de l'Oise.

## Toponymie
Le nom de la localité est attesté sous les formes Fontenoi (1224) ; Fonteneium (1265) ; Fontenetum (1316) ; Fontenois (1706).
L'origine du mot Fontenoy ne fait guère de doutes, il est lié à l'eau et plus précisément à une ou plusieurs sources qui se disait fontaine, variante de Fontenay du latin Fons, fontis évoluant en latin médiéval populaire en fontana (source) et de cum. Étymologie possible : « lieu aux fontaines ».

## Histoire
Les condamnés de 1915
En février 1915, après les combats de Crouy, le 60e régiment d'infanterie était cantonné à Fontenoy. Le soldat Bersot refusa l'ordre de porter un pantalon taché d'excréments et de sang, pris sur un cadavre. Le colonel Auroux convoqua un conseil de guerre, qu'il présida. Il fit condamner à mort Bersot pour « refus d'obéissance devant l'ennemi » et à 6 ans de travaux forcés les 2 soldats qui tentèrent d'intercéder pour lui, Cottet-Dumoulin et Moline, pour « rébellion ». Moline mourut au bagne. La Cour de cassation, dans son arrêt du 12 juillet 1922, réhabilita les 3 condamnés. Cet épisode  de la Première Guerre mondiale a fait l'objet d'un téléfilm « Le Pantalon ».
Le 31 mai 1918, lors de la seconde bataille de la Marne, le 30e corps d'armée français est repoussé dans la commune.
Le 18 juillet 1918, durant la bataille du Soissonnais la ligne de front se situe dans la commune, elle est tenue par la 162e division d'infanterie.

## Politique et administration

### Découpage territorial
La commune de Fontenoy est membre de la communauté de communes Retz-en-Valois, un établissement public de coopération intercommunale (EPCI) à fiscalité propre créé le 1er janvier 2017 dont le siège est à Villers-Cotterêts. Ce dernier est par ailleurs membre d'autres groupements intercommunaux.
Sur le plan administratif, elle est rattachée à l'arrondissement de Soissons, au département de l'Aisne et à la région Hauts-de-France. Sur le plan électoral, elle dépend du  canton de Vic-sur-Aisne pour l'élection des conseillers départementaux, depuis le redécoupage cantonal de 2014 entré en vigueur en 2015, et de la quatrième circonscription de l'Aisne  pour les élections législatives, depuis le dernier découpage électoral de 2010.

### Administration municipale
| Période                                  | Période                   | Identité       | Étiquette       | Qualité                                 |
| ---------------------------------------- | ------------------------- | -------------- | --------------- | --------------------------------------- |
| 1884                                     | 1926                      | Roger Firino   | Action Libérale | décédé en fonction                      |
| Les données manquantes sont à compléter. |                           |                |                 |                                         |
| mars 2001                                | 17 juillet 2007           | Ivan Bretillot | DVD             | décédé en fonction                      |
| 13 septembre 2007                        | mars 2014                 | Claude Basquin |                 |                                         |
| mars 2014                                | En cours (au 26 mai 2020) | Patrice Zimmer | SE              | Retraité Réélu pour le mandat 2020-2026 |

### Jumelage
La commune de Fontenoy est jumelée avec le village belge de Fontenoy (Ville d'Antoing), lieu de déroulement de la bataille de Fontenoy.

## Démographie
L'évolution du nombre d'habitants est connue à travers les recensements de la population effectués dans la commune depuis 1793. Pour les communes de moins de 10 000 habitants, une enquête de recensement portant sur toute la population est réalisée tous les cinq ans, les populations de référence des années intermédiaires étant quant à elles estimées par interpolation ou extrapolation. Pour la commune, le premier recensement exhaustif entrant dans le cadre du nouveau dispositif a été réalisé en 2004.

En 2022, la commune comptait 470 habitants, en évolution de −5,62 % par rapport à 2016 (Aisne : −1,97 %, France hors Mayotte : +2,11 %).
| 1793 | 1800 | 1806 | 1821 | 1831 | 1836 | 1841 | 1846 | 1851 |
| ---- | ---- | ---- | ---- | ---- | ---- | ---- | ---- | ---- |
| 484  | 515  | 509  | 484  | 514  | 492  | 512  | 528  | 517  |

| 1856 | 1861 | 1866 | 1872 | 1876 | 1881 | 1886 | 1891 | 1896 |
| ---- | ---- | ---- | ---- | ---- | ---- | ---- | ---- | ---- |
| 503  | 469  | 485  | 430  | 432  | 458  | 473  | 482  | 413  |

| 1901 | 1906 | 1911 | 1921 | 1926 | 1931 | 1936 | 1946 | 1954 |
| ---- | ---- | ---- | ---- | ---- | ---- | ---- | ---- | ---- |
| 418  | 428  | 416  | 427  | 517  | 507  | 441  | 427  | 410  |

| 1962 | 1968 | 1975 | 1982 | 1990 | 1999 | 2004 | 2006 | 2009 |
| ---- | ---- | ---- | ---- | ---- | ---- | ---- | ---- | ---- |
| 413  | 463  | 428  | 442  | 541  | 532  | 544  | 542  | 501  |

| 2014 | 2019 | 2022 | - | - | - | - | - | - |
| ---- | ---- | ---- | - | - | - | - | - | - |
| 495  | 470  | 470  | - | - | - | - | - | - |

## Culture locale et patrimoine

### Lieux et monuments
- L'église Saint-Rémi.
- Château de Bellevue
- Stèle à la mémoire du caporal Lucien Bersot et du soldat Léonard Leymarie, « fusillés pour l'exemple » en 1914 et 1915[37].
- Le monument aux morts.
- Le mémorial de la Défense du Port de Fontenoy.

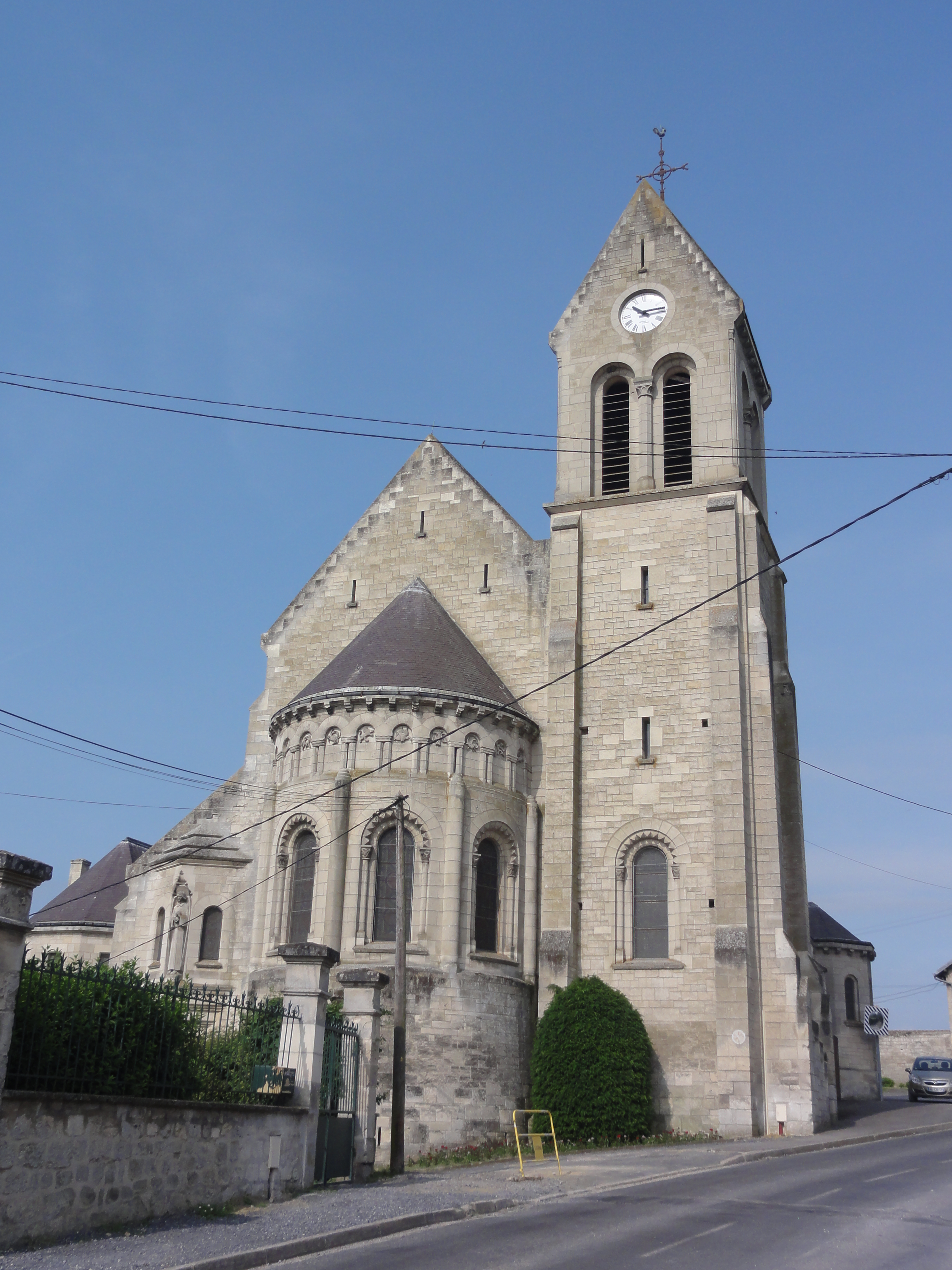
L'église.
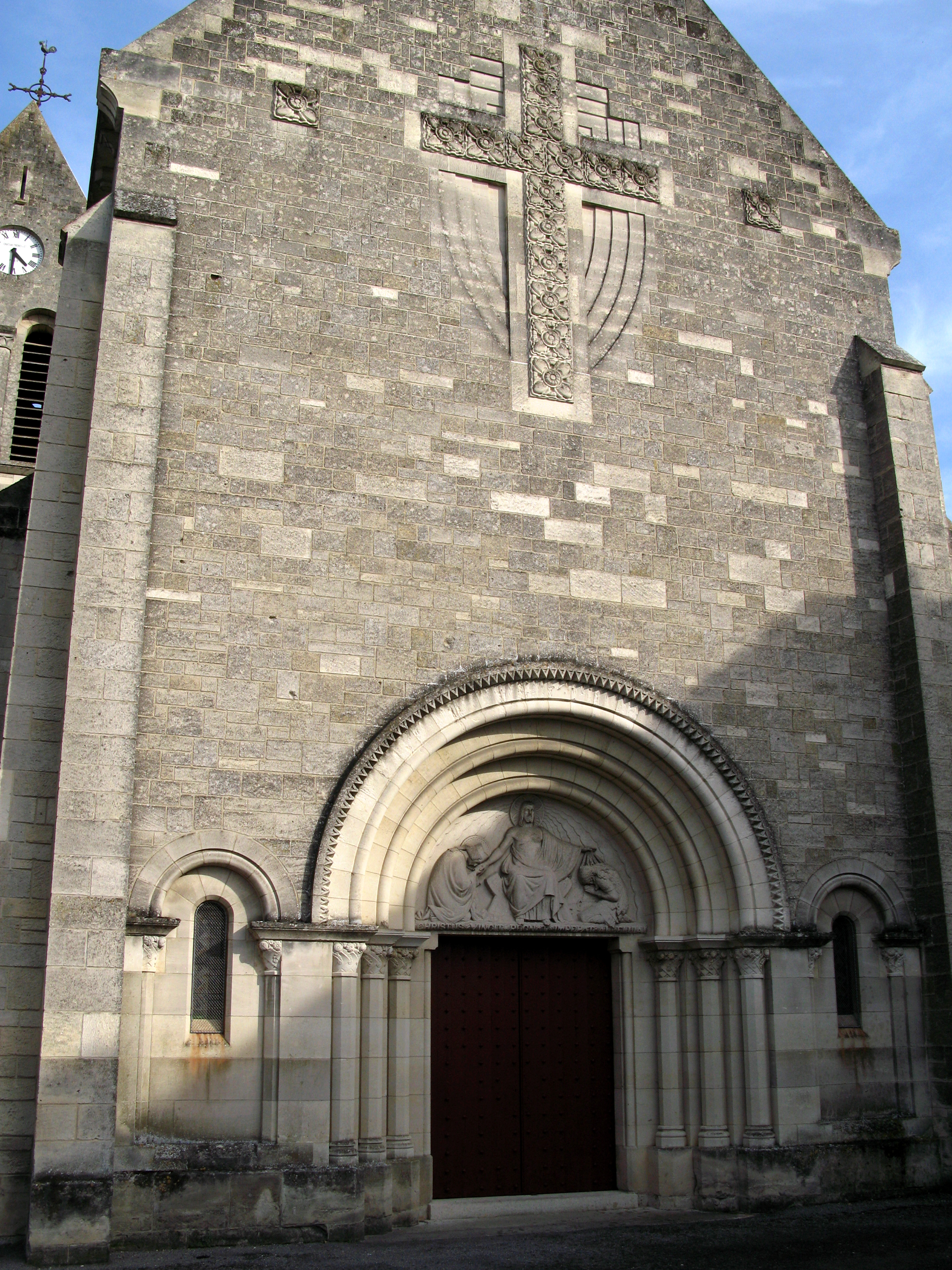
Le devant de l'église.
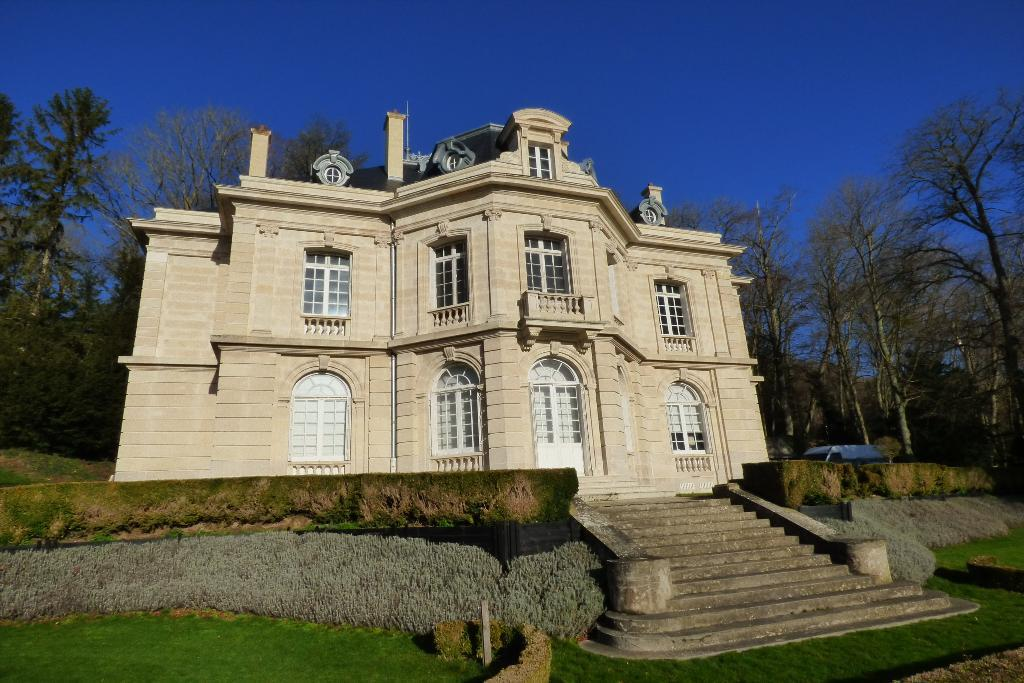
Château de Bellevue
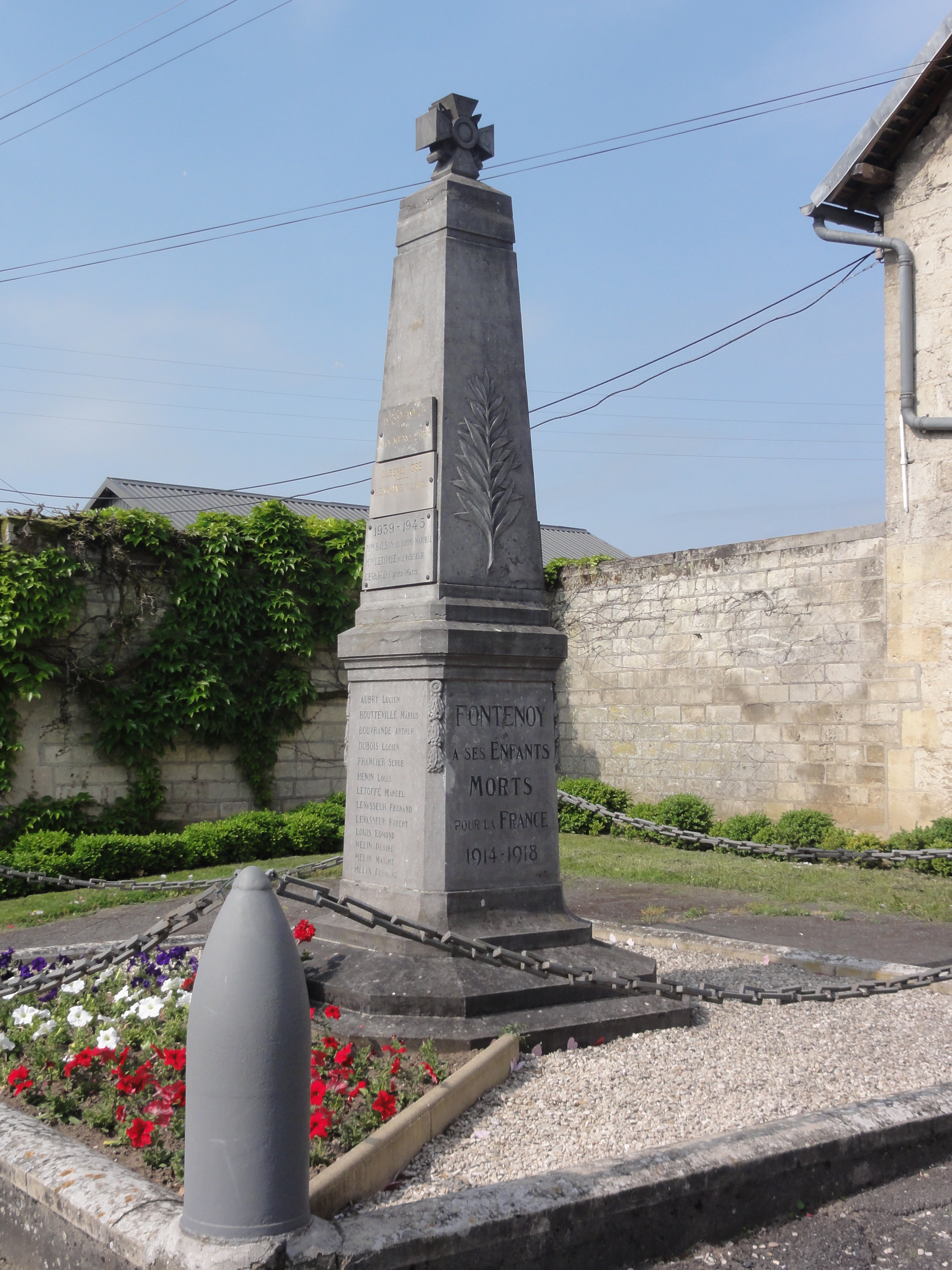
Monument aux morts.
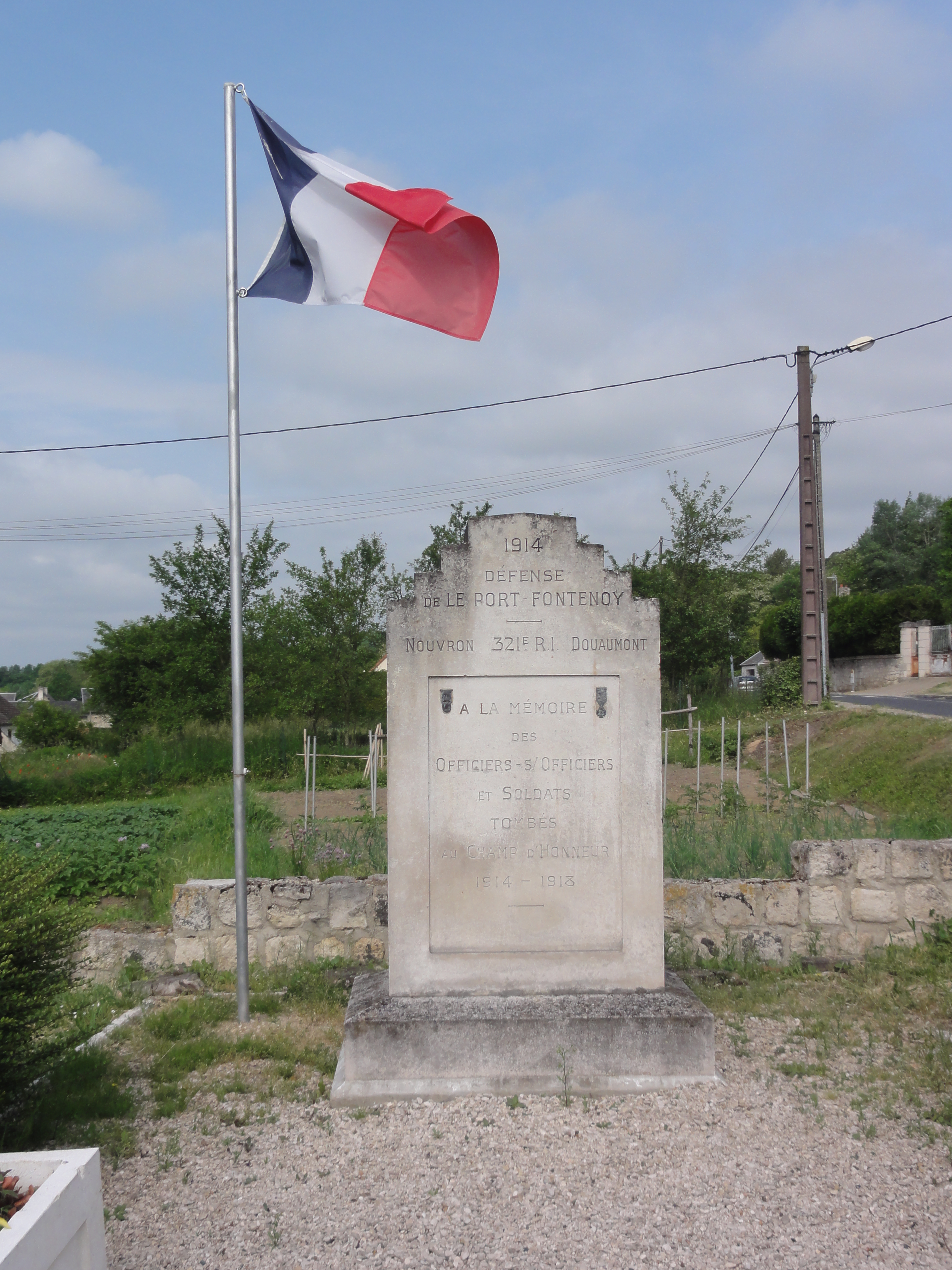
Le mémorial de la Défense du Port de Fontenoy.
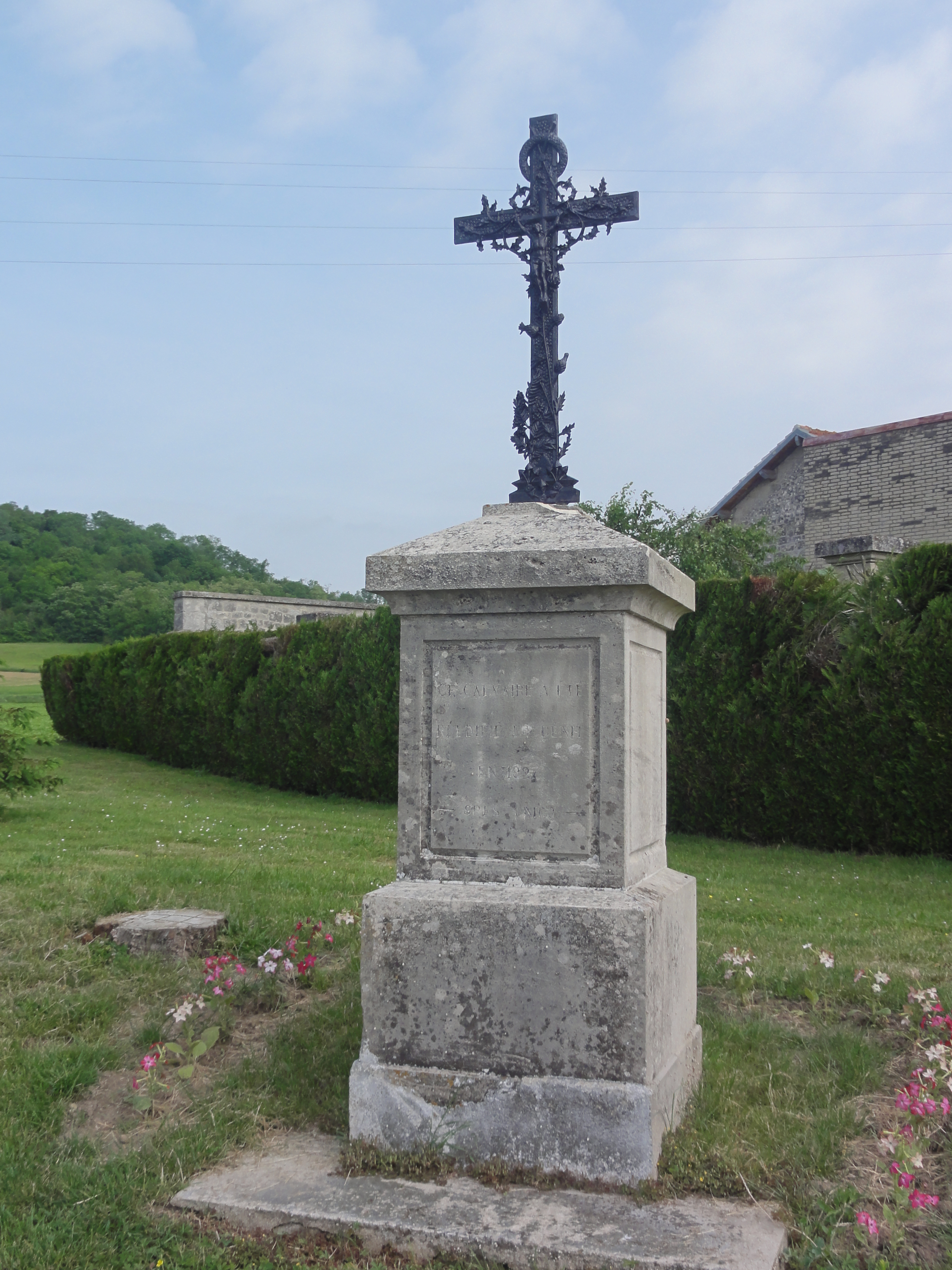
Croix de chemin.

### Héraldique
| Blason de Fontenoy | Blason  | De gueules au chevron fascé-ondé d'argent et d'azur, accompagné de deux oies en chef et d'une rose en pointe, le tout d'or. Ornements extérieursCroix de guerre 1914-1918 |
| Blason de Fontenoy | Détails | Blason adopté par la municipalité. |